# CCP (entreprise)
Pour les articles homonymes, voir CCP.
CCP hf (Crowd Control Productions) (CCP Games pour certaines de ses filiales) est un éditeur et développeur de jeux vidéo islandais.

## Histoire de la compagnie

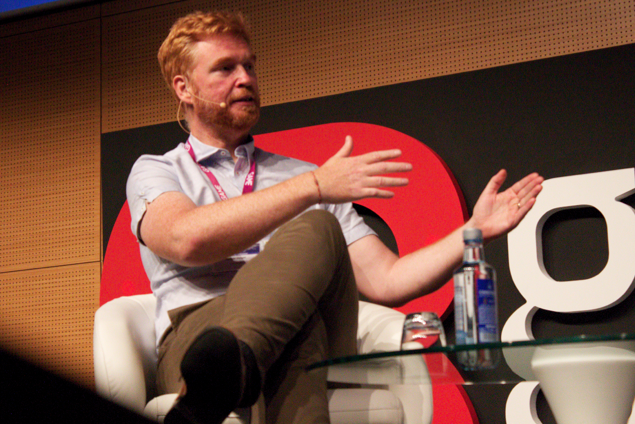
Hilmar Veigar Pétursson, PDG de l'entreprise de jeux vidéo CCP Games, 2017.

CCP a été fondée en juin 1997 par Reynir Harðarson, Þorolfur Beck et Ívar Kristjánsson dans le but de créer des jeux en ligne massivement multijoueur.
En 2006, White Wolf Publishing est fusionné dans CCP.
Septembre 2018 CCP est acheté par Pearl Abyss, studio coréen spécialisé dans le MMO, pour le prix de 425 Millions de dollars. Transaction voulue par CCP qui cherchait un investisseur et un partenaire pour le développement de jeu sur mobile.

## Produits
CCP gère actuellement deux jeux en ligne massivement multijoueur : EVE Online et Dust 514. Project Nova (Un FPS dans l'univers de EVE Online) et Project Galaxy (Un STR pour téléphone mobile),  sont en développement.
À la suite du rachat en 2006 de White Wolf Publishing, CCP lance la création d'un MMORPG basé sur la licence du Monde des ténèbres appelé World of Darkness (également connu sous le titre World of Darkness Online). Cependant le développement est abandonné mi avril 2014,.
En 2016 sort finalement Eve: Valkyrie.